# Алонж (право)
Алонж (фр. allonge — надставка) — додатковий аркуш паперу, прикріплений до векселя, на якому здійснюються передаточні надписи (індосамент), якщо на зворотному боці векселя вони не вміщаються. Перший передаточний надпис на алонжі прийнято робити так, щоб він починався на векселі і закінчувався на алонжі. На ньому також може бути здійснено аваль.